# Calpurnia

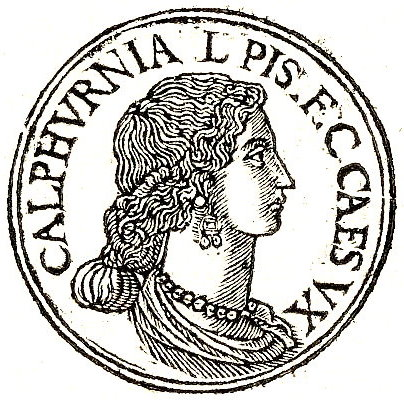
Calpurnia ritratta nel Promptuarii Iconum Insigniorum del 1553

Calpurnia Pisonia (75 a.C. – dopo il 44 a.C.) fu l'ultima moglie di Gaio Giulio Cesare.

## Biografia
Figlia del senatore Lucio Calpurnio Pisone Cesonino, Calpurnia sposò Cesare nel 59 a.C., anno del suo primo consolato. L'anno successivo al matrimonio, Cesare fece in modo di far diventare console il suocero Pisone.
In precedenza, Cesare era stato sposato con Pompea, ripudiata nel 62 a.C., e prima ancora con Cornelia Cinna minore, morta di parto nel 68 a.C. In gioventù, Cesare era stato invece fidanzato con Cossuzia fino all'84 a.C.
Plutarco racconta che Calpurnia ebbe una premonizione la mattina in cui Cesare fu assassinato (15 marzo 44 a.C.) e cercò inutilmente di convincere il marito a non recarsi in Senato, dove più tardi avrebbe avuto luogo l'attentato. Fu Decimo Giunio Bruto Albino, uno dei congiurati, a persuadere Cesare a non ascoltare la moglie, dicendogli che avrebbe perso considerazione agli occhi dei senatori, se qualcuno avesse annunciato loro che Cesare non si era presentato alla seduta in attesa di "sogni migliori" (in greco antico: βελτίοσιν ὀνείροις?) di Calpurnia.
Da lei Cesare non ebbe nessun figlio. Secondo la testimonianza di Plutarco, dopo la morte del marito Calpurnia consegnò a Marco Antonio gli scritti, gli appunti e tutte le ricchezze di Cesare, che ammontavano a 300 talenti. Suo padre morì l'anno dopo. Non si sa quando morì Calpurnia. Il fratellastro più giovane Lucio Calpurnio Pisone Cesonino detto il Pontefice, fu console sotto Augusto ed ebbe incarichi sotto Tiberio.